# Liberty Bell

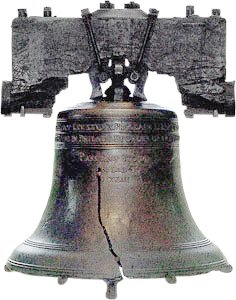
Die Liberty Bell

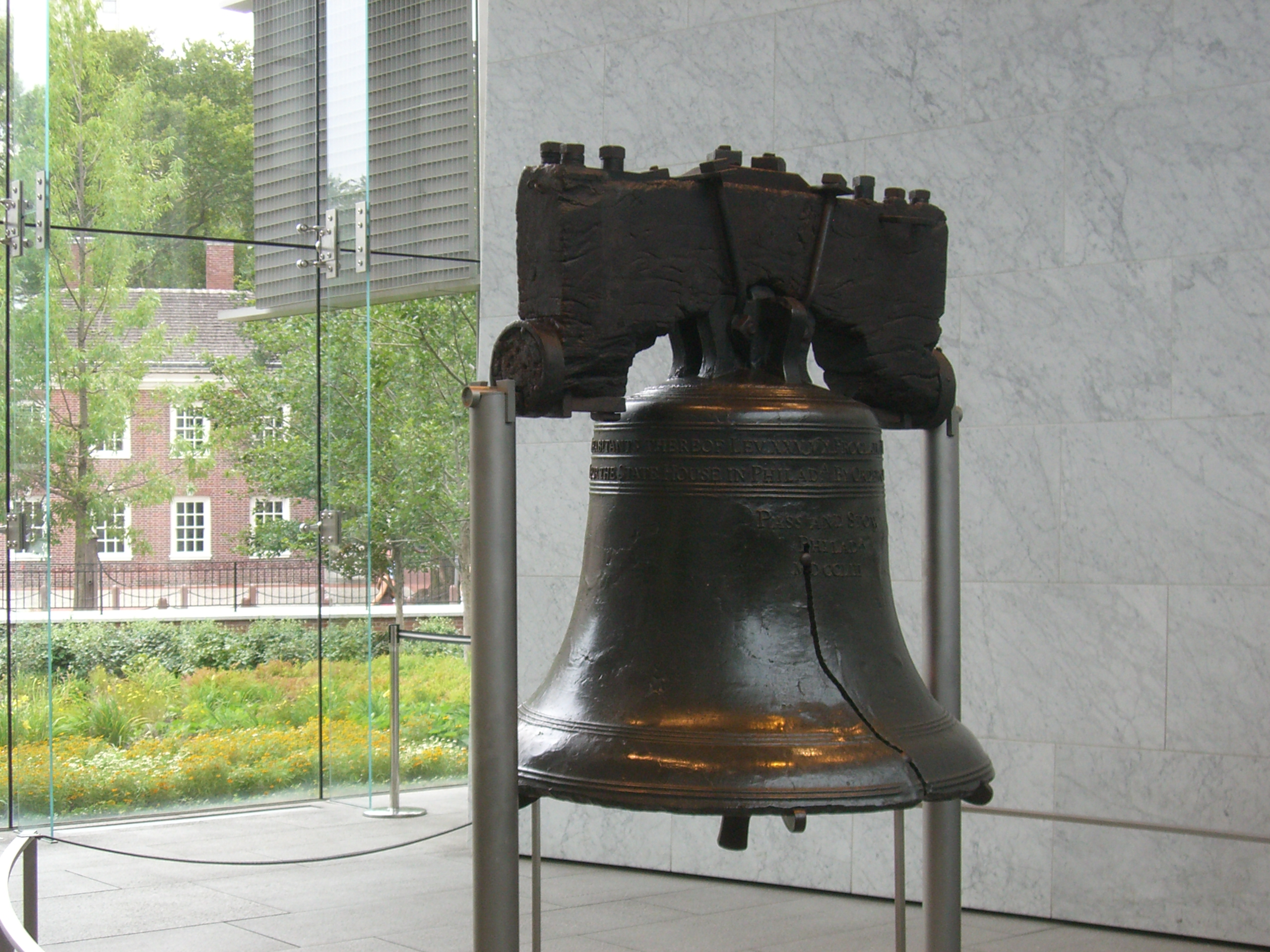
Liberty Bell gegenüber der Independence Hall, Philadelphia

Liberty Bell (englisch für Freiheitsglocke) ist der Name der Glocke, die geläutet wurde, als die Amerikanische Unabhängigkeitserklärung in Philadelphia am 8. Juli 1776 zum ersten Mal auf dem Independence Square (Unabhängigkeitsplatz) in der Öffentlichkeit verlesen wurde. Als Ikone der Unabhängigkeit dient die Glocke seit jeher als US-amerikanisches Nationalsymbol.

## Geschichte
Die Glocke wurde anlässlich der Fünfzigjahrfeier der Charta über die Religionsfreiheit Pennsylvanias 1752 in London von Whitechapel Bell Foundry gegossen und 1753 im State House (heute Independence Hall) aufgehängt. Noch bevor sie aufgehängt wurde, entdeckte man in ihr einen Riss, woraufhin sie von zwei Handwerkern aus Philadelphia, John Stow und John Pass, neu gegossen wurde.
Die Glocke trägt die Inschrift: Proclaim Liberty throughout all the land unto all the inhabitants thereof („Verkünde Freiheit im ganzen Land für alle seine Bewohner“; vgl. Lev 25,10 ). Diesen Auftrag hat die Glocke erfüllt, als sie 1776 während der ersten öffentlichen Lesung der Unabhängigkeitserklärung läutete.
Das Besondere an der Glocke ist ein Riss im Klangkörper, der über mehr als die halbe Höhe der Glocke führt und sie funktionsunfähig macht. Wann genau dieser Sprung entstanden ist, ist bis heute unklar, so wie viele Geschichten um die Glocke nur unzureichend belegt und eher anekdotisch sind. Es ist nur bekannt, dass er zwischen den Jahren 1817 und 1846 entstand. Einem historisch umstrittenen Bericht zufolge soll die Glocke im Jahr 1846 zum Geburtstag von George Washington das letzte Mal geschlagen haben, wobei sich der Riss irreparabel vergrößert haben soll.
Heute hängt die Glocke im Liberty Bell Pavillon, das zum Independence National Historical Park von Philadelphia gehört, und gilt immer noch als ein wichtiges amerikanisches Symbol für Freiheit und Demokratie. Der Eintritt in den Pavillon ist frei. Die Geschichte der Glocke liegt übersetzt in mehreren Sprachen vor, darunter auch auf Deutsch.
Die Liberty Bell gehört als Teil der Independence Hall zum Weltkulturerbe der UNESCO.

## Wissenswertes
Die Prägung der Glocke, ein Auszug aus dem 3. Buch Moses (Levitikus 25,10 ), ist ein wichtiges Leitmotiv der amerikanischen Demokratie und der Glockenschlag zur Abschaffung der Sklaverei:
“Proclaim LIBERTY Throughout all the Land unto all the Inhabitants Thereof”
Nach dieser Glocke benannte John Philip Sousa seinen bekannten Marsch The Liberty Bell, der auch als Titelthema der Serie Monty Python’s Flying Circus bekannt wurde. Ebenfalls nach der Glocke wurde im Bundesstaat Washington im nördlichen Kaskadengebirge die Berggruppe Liberty Bell Mountain benannt.
1961 landete das Raumschiff Liberty Bell 7 (Mercury-Redstone 4) nach dem zweiten US-amerikanischen bemannten Raumflug, einem kurzen suborbitalen Raumflug, im Atlantik.
Inspiriert von der Liberty Bell wurde die Freiheitsglocke in Berlin geschaffen.
Auch im Liberty Bell Garden in Jerusalem befindet sich eine Replik der Freiheitsglocke. Diese wurde 1976 dem Staat Israel aus dem Anlass der Zweihundertjahrfeier der USA von der Stadt Philadelphia gestiftet.
Am 1. April 1996 veröffentlichte die Fast-Food-Kette Taco Bell einen Aprilscherz, indem sie in einer Werbeanzeige behauptete, die Liberty Bell erstanden zu haben und man nun vorhabe, diese in Taco Liberty Bell umzubenennen. Nach der Auflösung spendete Taco Bell 50.000 Dollar für die Erhaltung der Glocke. Insgesamt profitierte das Unternehmen davon, da es durch die internationale Berichterstattung Werbung im Gegenwert von 25 Millionen US-Dollar erhielt. Der Aprilscherz gilt heute als einer der gelungensten und belegt im Museum of Hoaxes Platz 7 der Top 100.